# Полито, Сол
Сол Полито (англ. Sol Polito; 12 ноября 1892, Палермо — 23 мая 1960, Голливуд, Калифорния) — американский кинооператор итальянского происхождения. Трижды номинировался на премию «Оскар» за операторскую работу в фильмах «Частная жизнь Елизаветы и Эссекса», «Сержант Йорк» и «Капитаны облаков».

## Биография
Родился 12 ноября 1892 года в Палермо, Италия. В раннем возрасте иммигрировал в США. Его семья поселилась в Нью-Йорке, где он учился в государственной школе. Карьеру кинооператора начал на съёмках фильма 1914 года «Рип ван Винкль». Известен по фильмам «Атака лёгкой кавалерии», «Ангелы с грязными лицами», «Частная жизнь Елизаветы и Эссекса», «Дорога на Санта-Фе» и «Морской волк» кинорежиссёра Майкла Кёртиса, а также по фильмам «Сержант Йорк» Говарда Хоукса, «Мышьяк и старые кружева» Франка Капры и «Извините, ошиблись номером» Анатоля Литвака. Последней работой Сола Полито в кино стала картина 1949 года «Анна Лукаста», после окончания съёмок которой он вышел на пенсию. Состоял в Американском обществе кинооператоров.
Умер 23 мая 1960 года в Голливуде, США.

## Избранная фильмография
- 1931 — Пять последних звёзд / Five Star Final (реж. Мервин Лерой)
- 1932 — Я — беглый каторжник / I Am a Fugitive from a Chain Gang (реж. Мервин Лерой)
- 1933 — 42-я улица / 42nd Street (реж. Ллойд Бэкон, Басби Беркли)
- 1933 — Охотник за фотографиями / Picture Snatcher (реж. Ллойд Бэкон)
- 1936 — Окаменелый лес / The Petrified Forest (реж. Арчи Майо)
- 1936 — Атака лёгкой кавалерии / The Charge of the Light Brigade (реж. Майкл Кёртис)
- 1937 — Принц и нищий / The Prince and the Pauper (реж. Уильям Кайли)
- 1938 — Приключения Робин Гуда / The Adventures of Robin Hood (реж. Майкл Кёртис, Уильям Кейли)
- 1938 — Ангелы с грязными лицами / Angels with Dirty Faces (реж. Майкл Кёртис)
- 1939 — Частная жизнь Елизаветы и Эссекса / The Private Lives of Elizabeth and Essex (реж. Майкл Кёртис)
- 1939 — Додж-Сити / Dodge City (реж. Майкл Кёртис)
- 1939 — Преступление тебе с рук не сойдёт / You Can’t Get Away with Murder (реж. Льюис Сейлер)
- 1940 — Морской ястреб / The Sea Hawk (реж. Майкл Кёртис)
- 1940 — Вирджиния-сити / Virginia City (реж. Майкл Кёртис)
- 1940 — Дорога на Санта-Фе / Santa Fe Trail (реж. Майкл Кёртис)
- 1941 — Морской волк / The Sea Wolf (реж. Майкл Кёртис)
- 1941 — Сержант Йорк / Sergeant York (реж. Говард Хоукс)
- 1943 — Верная подруга / Old Acquaintance (реж. Винсент Шерман)
- 1944 — Мышьяк и старые кружева / Arsenic and Old Lace (реж. Франк Капра)
- 1945 — Кукуруза зелена / The Corn Is Green (реж. Ирвинг Рэппер)
- 1946 — Украденная жизнь / A Stolen Life (реж. Кёртис Бернхардт)
- 1946 — Плащ и кинжал / Cloak and Dagger (реж. Фриц Ланг)
- 1947 — Длинная ночь / The Long Night (реж. Анатоль Литвак)
- 1948 — Извините, ошиблись номером / Sorry, Wrong Number (реж. Анатоль Литвак)
- 1949 — Анна Лукаста / Anna Lucasta (реж. Ирвинг Рэппер)

## Номинации
- Премия «Оскар» за лучшую операторскую работу
  - Номинировался в 1940 году совместно с Уильямом Говардом Грином за фильм «Частная жизнь Елизаветы и Эссекса»[5]
  - Номинировался в 1942 году за фильм «Сержант Йорк»[6]
  - Номинировался в 1943 году за фильм «Капитаны облаков[англ.]»[7]